# Tenamaxtlán
Tenamaxtlán es una localidad del estado mexicano de Jalisco. Es la cabecera del municipio de Tenamaxtlán.

## Toponimia
El nombre «Tenamaxtlán» proviene de los términos en náhuatl: tenamixtl, piedra de fogón; tlan, lugar de abundancia. Su significado es «Lugar donde abundan los fogones».

## Demografía
| Gráfica de evolución demográfica |
|                                  |

| Censo | Población |
| ----- | --------- |
| 1900  | 2 849     |
| 1910  | 2 611     |
| 1921  | 3 382     |
| 1930  | 3 201     |
| 1940  | 3 243     |
| 1950  | 3 653     |
| 1960  | 4 952     |
| 1970  | 4 548     |
| 1980  | 4 655     |
| 1990  | 3 793     |
| 2000  | 4 585     |
| 2010  | 4 711     |
| 2020  | 4 940     |